# Мальцовская железная дорога

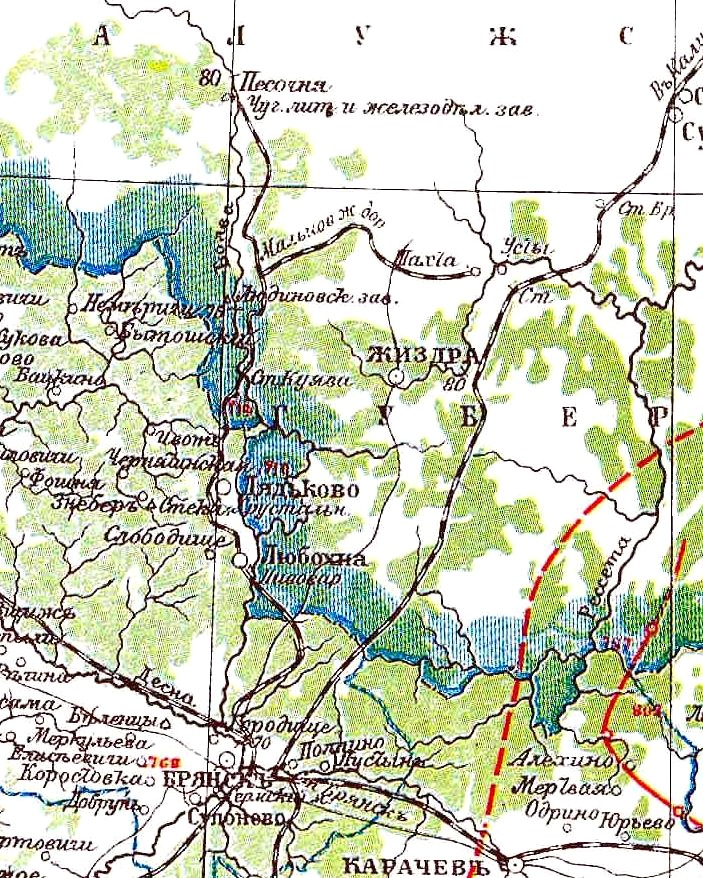

Мальцовская железная дорога — частная узкоколейная железная дорога, построенная в период с 1877 по 1883 год для нужд заводов Мальцовского промышленного округа (Орловская, Смоленская и Калужская губернии).
Первая в России железнодорожная сеть с шириной колеи 914 мм (3 фута). Её построил С. И. Мальцов за свои деньги, из своего материала и своими рабочими силами. Затраты составили около двух миллионов рублей. Дорога представляла собой однопутку, соединявшую через лесные чащобы и многочисленные реки все главнейшие Мальцовские заводы, производившие механическую, чугунолитейную, фаянсовую и хрустальную продукцию.
Основные участки и их протяжённость:
- ст. Брянск Орловско-Витебской ж.д. — ст. Раздельная 3 версты;
- ст. Раздельная — ст. Людиново 73,5 версты;
- ст. Раздельная — Сергиево-Радицкий завод 2 версты;
- ст. Раздельная — пл. Радица 1 верста;
- ст. Сукремль — Сукремльский завод 2 версты;
- ст. Любохна -Любохонские заводы 1 верста;
- ст. Людиново — ст. Шахта (Будская волость Жиздринского уезда) 34 версты — там грузились железная руда и стекольный песок;
- ст. Людиново — ст. Ивано-Сергиевск 10 вёрст;
- ст. Ивано-Сергиевск — Ивано-Сергиевский завод 1,5 версты;
- ст. Дятьково — ст. Стайная 7 вёрст;
- ст. Стайная — завод Чернятичи 3,5 версты;
- ст. Стайная — завод Знеберь 2,5 версты;
- ст. Стайная — завод Ивот 10 вёрст;
- ст. Песочня — ст. Песочня Нижняя 6 вёрст.

В период с 1899 по 1912 год, когда в Мальцовском округе наблюдался рост промышленного производства, было построено ещё несколько участков общей протяжённостью 95 вёрст.
По состоянию на 1 января 1914 г. дорога была полностью однопутной и насчитывала 32 станции, из них на 23 осуществлялась посадка и высадка пассажиров.
В 1915 году Мальцовская железная дорога включена в состав сети общего пользования. В 1921 году передана тресту «Государственные Мальцовские заводы».
В начале 1920 годов построен участок протяжённостью 10 вёрст между станцией Шахта и станцией Палики Московско-Киево-Воронежской железной дороги для обеспечения кратчайшего выхода продукции Людиновского завода на магистральную сеть.
С развитием сети железных дорог к середине 1930-х годов использование узкоколейки практически прекратилось. Последние участки разобраны в начале 1970-х гг.